# Expretus
Expretus war eine Band aus Dresden, die 1999 gegründet wurde. Ihre Musik ist stilübergreifend und experimentell und lässt sich am ehesten als eine Mischung aus Alternative Rock, Wave und Electronica beschreiben. Neben Konzerten in der Region Dresden nahmen Expretus am Wave-Gotik-Treffen in Leipzig und bei Festivals in Frankreich und Tschechien teil. Diese Konzerte sowie das kurz darauf ausverkaufte Debütalbum Gezeitenrausch bescherten Expretus deutschlandweite Aufmerksamkeit.
Zur Erscheinung der Band gehörten konzeptuell abgestimmte Videoprojektionen sowie Kleidung im bandeigenen Stil. Dabei arbeitete die Band mit verschiedenen Künstlern wie etwa Dokumentarfilmern, Fotografen, einer Kostümbildnerin, Grafik- und Webdesignern sowie Lichttechnikern zusammen. Seit 2006 erschien kein weiters Album. Die Webseite blieb seit 2007 unverändert und ist mittlerweile offline.

## Diskografie
Alben
- 1999: Gezeitenrausch
- 2000: Spiegelsaal
- 2002: electro.technic
- 2006: Borderline Red